# Playa de Canyelles
La playa de Canyelles está situada en el término municipal de Lloret de Mar (Gerona) España, en la Costa Brava Sur. Es una playa de arena blanca y gruesa, de unos 457.3 metros de largo y un 6.1% de pendiente. Tiene servicio de salvamento y socorrismo entre el 15 de junio y el 15 de septiembre. También cuenta con duchas equipadas con lavapiés de última generación, servicio de taquillas, actividades de ocio (como alquiler de sombrillas y tumbonas, esquí acuático, Ski-bob, Patines, Kayak, quiosco de venta de helados y bebidas y restaurantes) y cruceros turísticos.
También, la playa tiene un prestigiado casal llamado "Club tenis Canyelles" al lado de la playa.
También en la cala se encuentra la montaña de un político de Kazajistán, vecinos han dicho que en los cumpleaños de los dueños, traen elefantes y tigres en camiones.
Se accede por la carretera GI-682 (Blanes-Lloret-Tosa), la autopista C-32 (salida Malgrat-Blanes-Lloret), la autopista AP-7 (salida 9 Lloret) y la C-63 (comarcal de Vidreras). Dispone de servicio de autobús interurbano durante los meses de julio y agosto. 
La playa está situada fuera del núcleo urbano de Lloret de Mar, en la urbanización que lleva el nombre de la cala. En la parte derecha hay un pequeño puerto deportivo gestionado por el Club Náutico Cala Canyelles. 
La playa está partida por unas rocas llamadas Ses Roques des Mig. La parte que va desde estas rocas hacia el lado izquierdo, recibe el nombre de Sa Somera.
La playa ha sido distinguida con el distintivo de Bandera Azul.
- Datos: Q11941958
- Multimedia: Platja de Canyelles / Q11941958